# Gerlach Fiedler

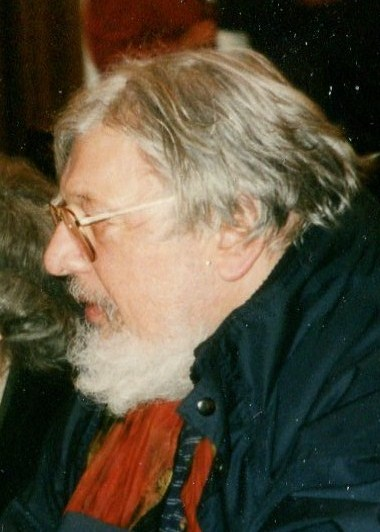
Gerlach Fiedler 1983

Gerlach Fiedler (* 27. Juni 1925 in Mannheim; † 15. September 2010 in Hamburg) war ein deutscher Schauspieler, Regisseur, Schriftsteller und Synchronsprecher.

## Leben
Gerlach Fiedler wurde als Sohn eines Ministerialdirigenten und Enkel des preußischen Generalfeldmarschalls Karl Friedrich von dem Knesebeck in Mannheim geboren und wuchs in Berlin auf. Bereits in seinen Jugendjahren wirkte er für Komparsenrollen in Kinofilmen mit. Ermöglicht wurde ihm der Einstieg in den Schauspielberuf durch seinen Mitschüler Klaus Detlef Sierck – ein Kinderstar und Sohn des Regisseurs Douglas Sirk.
Zum Ende des Zweiten Weltkrieges hin war Fiedler Soldat an der Ostfront, geriet in sowjetische Gefangenschaft und kehrte 1946 zurück, um unter Heinz Hilpert als Naturbursche und jugendlicher Held in Theaterstücken mitzuwirken. Zeitgleich nahm er sein nach dem Abitur 1942 begonnenes Studium der Literatur- und Musikwissenschaften in Berlin und Hamburg auf; zudem war er einer der ersten deutschen Psychologiestudenten C. G. Jungs in Zürich. Eine angestrebte Doktorarbeit über Jazzelemente in den Werken Strawinskys blieb Ende der 1940er-Jahre aufgrund des Todes seines Doktorvaters unvollendet.
Von 1947 bis 1992 war Gerlach Fiedler festangestellter Mitarbeiter des NWDR bzw. des späteren NDR, wo er eine feste Größe des Radio- und Fernsehprogramms wurde. Seine Spezialität war stets die Livearbeit. Er war Initiator und Moderator langlebiger Programme wie dem Abend für junge Hörer und Opa – Die Oldie-Parade.
1949 gab er sein Nachkriegsdebüt im Kinofilm Um eine Nasenlänge mit Theo Lingen und Hans Moser. Als Schauspieler war er auf der Leinwand und im Fernsehen jedoch vergleichsweise selten und meist in kleinen Rollen zu sehen. Er spielte u. a. unter der Regie von Erik Ode in Heldentum nach Ladenschluß, in Egon Monks Drama Schlachtvieh, neben Götz George in Wolfgang Staudtes Kriegsdrama Herrenpartie, in Franz Marischkas St. Pauli Nachrichten: Thema Nr. 1, neben Inge Meysel in ihrer Familienserie Gertrud Stranitzki, in Kara Ben Nemsi Effendi nach Karl May, in dem Mehrteiler Hoopers letzte Jagd um den englischen Postzugraub sowie zuletzt 1990 in einer Episode der Serie Der Landarzt.
Vorrangig widmete sich Fiedler der Theaterarbeit. Er führte in mehreren hundert Produktionen Regie, so etwa in Hamburg am Thalia Theater, am Ohnsorg-Theater, im Theater 53, am Ernst-Deutsch-Theater und an den Kammerspielen mit Ida Ehre. Er arbeitete als Spielleiter, Oberspielleiter und stellvertretender Intendant in Berlin, Zürich, Bremen, Bochum, Düsseldorf, Neuss, Frankfurt, Hannover, Bremerhaven, Bamberg, Heidelberg und Lüneburg. Bis fast ans Lebensende unternahm er Lesereisen (z. B. mit Der kleine Prinz von Antoine de Saint-Exupéry) und absolvierte prominente Vorträge etwa im Schleswiger Dom, im Hamburger Michel und im Ruhrgebiet. Zudem trat er als Kabarettist mit Dieter Hildebrandt und Wolfgang Neuss auf.

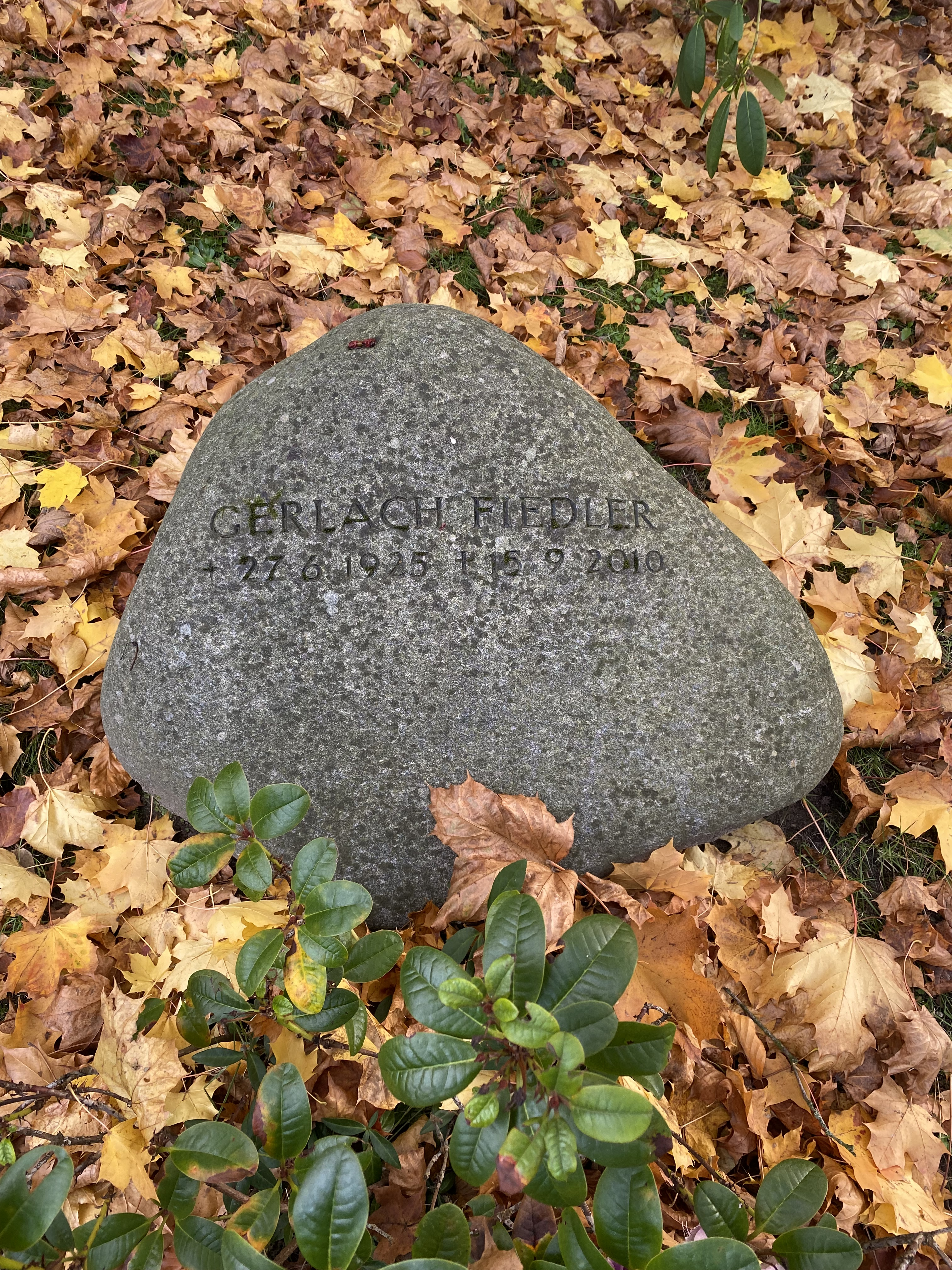
Grabstätte

Besonders bekannt war Gerlach Fiedler für seine äußerst tiefe und brummige, etwas genuschelte Stimme, die er Figuren in zahlreichen Hörspielen lieh. Er war in vier Episoden der Reihe Die drei ??? zu hören und nahm zudem an der Neuauflage des Superpapageis zum 25. Jubiläum der Serie 2004 teil. Des Weiteren sprach er Onkel Paul in der Reihe Bille und Zottel, einen Schwerverbrecher in einer TKKG-Episode und in den 1970ern neben Joachim Wolff als Asterix die Stimme von Obelix beim Label Decca Records. Kinder kennen Fiedler als zweite Stimme des Krümelmonsters aus der Sesamstraße.
Gerlach Fiedler wurde mit dem Adolf Grimme-Preis ausgezeichnet – nach eigenen Angaben für die Sendereihe Wie bekomme ich ein Kind?, in der erstmals im deutschen Fernsehen eine Geburt gezeigt wurde.
Auch als Sportler konnte Fiedler zahlreiche Erfolge verbuchen, so wurde er deutscher Jugendmeister im Tennis, war später Boxer und Athlet und betreute schließlich die Volleyballmannschaft des Hamburger SV in der Ersten Bundesliga, mit der er 1976/77 den Meistertitel gewinnen konnte. Er wurde am letzten Spieltag, als die Meisterschaft schon feststand, auch als Spieler eingesetzt.
2009 veröffentlichte Fiedler seine Autobiografie Alles Theater.
Er verstarb am 15. September 2010 im Alter von 85 Jahren nach kurzer Krankheit in Hamburg und wurde auf dem Friedhof Groß Flottbek beigesetzt.

## Filmografie (Auswahl)
- 1938: Schatten über St. Pauli
- 1939/41: Kadetten
- 1941: Kopf hoch, Johannes!
- 1949: Um eine Nasenlänge
- 1955: Heldentum nach Ladenschluß
- 1962: Schlachtvieh (TV)
- 1964: Eines schönen Tages (TV)
- 1964: Herrenpartie
- 1965: Gestatten, mein Name ist Cox: Eine reizende Abendgesellschaft (TV)
- 1967: Gertrud Stranitzki, Episode 6 (TV)
- 1970: St. Pauli Nachrichten: Thema Nr. 1
- 1972: Hoopers letzte Jagd (TV)
- 1973: Kara Ben Nemsi Effendi (TV)
- 1977: Die Dämonen (TV)
- 1984: Jagger und Spaghetti
- 1990: Der Landarzt: Ein Fremder im Haus (TV)